# Хлорофилл
Хлорофи́лл (от греч. χλωρός, «зелёный» и φύλλον, «лист») — зелёный пигмент, окрашивающий хлоропласты растений в зелёный цвет. При его участии происходит фотосинтез. По химическому строению хлорофиллы — магниевые комплексы различных тетрапирролов. Хлорофиллы имеют порфириновое строение и близки гему. Хлорофилл зарегистрирован в качестве пищевой добавки Е140.

## История открытия
В 1817 году Жозеф Бьенеме Каванту и Пьер Жозеф Пеллетье выделили из листьев растений зелёный пигмент, который они назвали хлорофиллом. В 1900-х годах Михаил Цвет и Рихард Вильштеттер независимо друг от друга обнаружили, что хлорофилл состоит из нескольких компонентов. Вильтштеттер очистил и кристаллизовал два компонента хлорофилла, названные им хлорофиллами а и b и установил брутто-формулу хлорофилла а. В 1915 году за исследования хлорофилла ему была вручена Нобелевская премия. В 1940 Ханс Фишер, получивший в 1930 Нобелевскую премию за открытие структуры гема, установил химическую структуру хлорофилла a. Его синтез был впервые осуществлён в 1960 Робертом Вудвордом, а в 1967 была окончательно установлена его стереохимическая структура.

## В природе
Хлорофилл присутствует во всех фотосинтезирующих организмах — высших растениях, водорослях, синезелёных водорослях (цианобактериях), фотоавтотрофных простейших (протистах) и бактериях.
Некоторые растения, в том числе ряд высших растений, утратили хлорофилл (как, например, петров крест).

## Синтез
Синтезирован Робертом Вудвордом в 1960 году.
Синтез включает в себя 15 реакций, которые можно разделить на 3 этапа. Исходными веществами для синтеза хлорофилла являются глицин и ацетат. На первом этапе образуется аминолевулиновая кислота. На втором этапе происходит синтез одной молекулы протопорфирина из четырёх пиррольных колец. Третий этап представляет собой образование и превращение магнийпорфиринов.

## Свойства и функция прифотосинтезе
В процессе фотосинтеза молекула хлорофилла претерпевает изменения, поглощая световую энергию, которая затем используется в фотохимической реакции взаимодействия углекислого газа и воды с образованием органических веществ (как правило, углеводов):
{\displaystyle {\ce {xCO2 + xH2O ->[{\ce {h\nu}}] (CH2O)_x + xO2}}}
После передачи поглощённой энергии молекула хлорофилла возвращается в исходное состояние.
Хотя максимум непрерывного спектра солнечного излучения расположен в «зелёной» области 550 нм (где находится и максимум чувствительности глаза), поглощается хлорофиллом преимущественно синий, частично — красный свет из солнечного спектра (чем и обуславливается зелёный цвет отражённого света).
Растения могут использовать и свет с теми длинами волн, которые слабо поглощаются хлорофиллом. Энергию фотонов при этом улавливают другие фотосинтетические пигменты, которые затем передают энергию хлорофиллу. Этим объясняется разнообразие окраски растений (и других фотосинтезирующих организмов) и её зависимость от спектрального состава падающего света.

## Химическая структура
Хлорофиллы можно рассматривать как производные протопорфирина — порфирина с двумя карбоксильными заместителями (свободными или этерифицированными). Так, хлорофилл a имеет карбоксиметиловую группу при С10, фитоловый эфир пропионовой кислоты — при С7. Удаление магния, легко достигаемое мягкой кислотной обработкой, даёт продукт, известный как феофитин. Гидролиз фитоловой эфирной связи хлорофилла приводит к образованию хлорофиллида (хлорофиллид, лишённый атома металла, известен как феофорбид a).
Все эти соединения интенсивно окрашены и сильно флуоресцируют, исключая те случаи, когда они растворены в органических растворителях в строго безводных условиях. Они имеют характерные спектры поглощения, пригодные для качественного и количественного определения состава пигментов. Для этой же цели часто используются также данные о растворимости этих соединений в соляной кислоте, в частности для определения наличия или отсутствия этерифицированных спиртов. Хлороводородное число определяется как концентрация HCl (%, масс./об.), при которой из равного объёма эфирного раствора пигмента экстрагируется 2/3 общего количества пигмента. «Фазовый тест» — окрашивание зоны раздела фаз — проводят, подслаивая под эфирный раствор хлорофилла равный объём 30%-го раствора гидроксида калия в метаноле. В интерфазе должно образовываться окрашенное кольцо. С помощью тонкослойной хроматографии можно быстро определять хлорофиллы в сырых экстрактах.
Хлорофиллы неустойчивы на свету; они могут окисляться до алломерных хлорофиллов на воздухе в метанольном или этанольном растворе.
Хлорофиллы образуют комплексы с белками in vivo и могут быть выделены в таком виде. В составе комплексов их спектры поглощения значительно отличаются от спектров свободных хлорофиллов в органических растворителях.
Хлорофиллы можно получить в виде кристаллов. Добавление H2O или Ca2+ к органическому растворителю способствует кристаллизации.
|                 | Хлорофилл a       | Хлорофилл b                   | Хлорофилл c1        | Хлорофилл c2        | Хлорофилл d       | Хлорофилл f       |
| Формула         | C55H72O5N4Mg      | C55H70O6N4Mg                  | C35H30O5N4Mg        | C35H28O5N4Mg        | C54H70O6N4Mg      | C55H70O6N4Mg      |
| группа C2       | -CH3              | -CH3                          | -CH3                | -CH3                | -CH3              | -CHO              |
| группа C3       | -CH=CH2           | -CH=CH2                       | -CH=CH2             | -CH=CH2             | -CHO              | -CH=CH2           |
| группа C7       | -CH3              | -CHO                          | -CH3                | -CH3                | -CH3              | -CH3              |
| группа C8       | -CH2CH3           | -CH2CH3                       | -CH2CH3             | -CH=CH2             | -CH2CH3           | -CH2CH3           |
| группа C17      | -CH2CH2COO-Phytyl | -CH2CH2COO-Phytyl             | -CH=CHCOOH          | -CH=CHCOOH          | -CH2CH2COO-Phytyl | -CH2CH2COO-Phytyl |
| связь C17-C18   | Одинарная         | Одинарная                     | Двойная             | Двойная             | Одинарная         | Одинарная         |
| Распространение | Везде             | Большинство наземных растений | Некоторые водоросли | Некоторые водоросли | Цианобактерии     | Цианобактерии     |

- Общая структура хлорофилла a, b и d
- Структура хлорофилла c1, c2
- Структура хлорофилла f
- Оптический спектр поглощения хлорофиллов a (голубой) и b (красный)
- Хроматограмма зелёного пигмента растений

## Применение
Хлорофилл находит применение в пищевой промышленности как пищевая добавка (регистрационный номер в европейском реестре E140), однако при хранении в этанольном растворе, особенно в кислой среде, неустойчив, приобретает грязно-коричнево-зеленый оттенок, и не может использоваться как натуральный краситель. Нерастворимость нативного хлорофилла в воде также ограничивает его применение в качестве натурального пищевого красителя. Но хлорофилл вполне успешно используется в качестве натуральной замены синтетических красителей при изготовлении кондитерских изделий.
Производное хлорофилла — хлофиллин медный комплекс (тринатриевая соль) получил распространение в качестве пищевого красителя (Регистрационный номер в европейском реестре E141). В отличие от нативного хлорофилла, медный комплекс устойчив в кислой среде, сохраняет изумрудно-зелёный цвет при длительном хранении и растворим в воде и водно-спиртовых растворах. Американская (USP) и Европейская (EP) фармакопеи относят хлорофиллид меди к пищевым красителям, однако вводят лимит на концентрацию свободной и связанной меди (тяжёлый металл).
- Хлорофилл придаёт листьям зелёный цвет и поглощает свет при фотосинтезе
- В клетках эукариотов хлорофилл обычно находится в хлоропластах
- Карта распределения хлорофилла по поверхности мирового океана в период с 1998 по 2006 по данным спутникового прибора SeaWiFS

## Безопасность
Объединённый экспертный комитет ФАО/ВОЗ по пищевым добавкам (JECFA) в 1969, 1975 и 1985 годах исследовал токсичность хлорофилла для его использования в качестве пищевой добавки. По итогам проведённых исследований, не удалось установить допустимое суточное потребление (ДСП), поскольку вещество не проявляло негативные эффекты даже в высоких дозировках. В 2015 году Европейское агентство по безопасности продуктов питания (EFSA) провело переоценку хлорофилла и пришло к выводу, что нет никаких оснований полагать, что хлорофилл представляет какую-либо опасность.